# Am Stram Gram (Reverdy)
Am Stram Gram est une œuvre de musique de chambre pour flûte seule de la compositrice française Michèle Reverdy écrite en 1997.

## Contexte et création
Michèle Reverdy compose Am Stram Gram pour flûte seule en 1997. Il s'agit d'une commande du Conservatoire National Supérieur de Musique et de Danse de Paris. La durée d'exécution est d'environ cinq minutes.